# Parroquia Milla

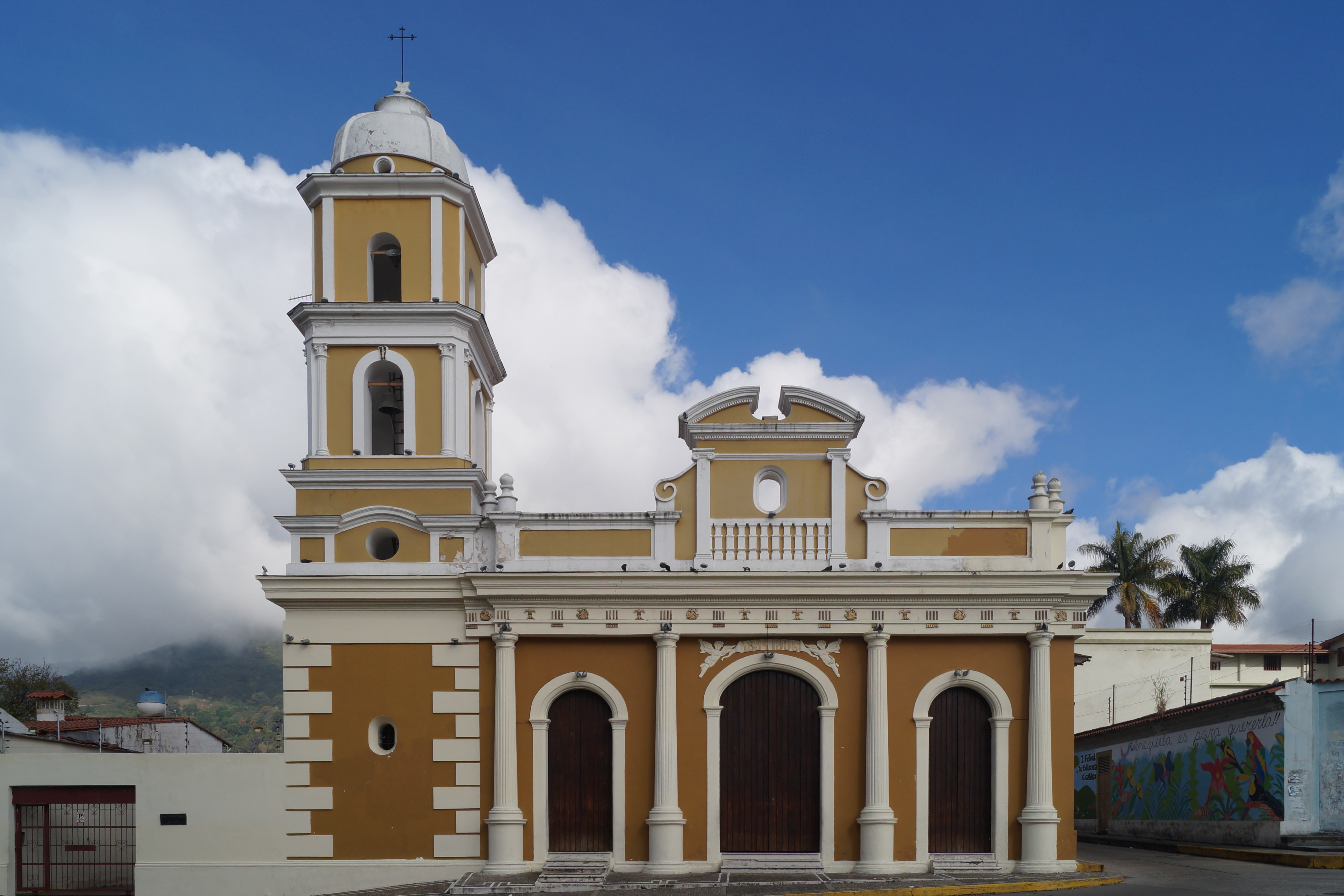
Iglesia San Juan Bautista de Milla

La parroquia Milla es uno de los sectores más antiguos de la ciudad de Mérida (Venezuela). Debe su nombre a uno de sus primeros pobladores, Juan de Milla, un aborigen artesano venido desde Tunja, Colombia. Fue constituida como Parroquia Eclesiástica en el año de 1.805 por decreto del Obispo Santiago Hernández Milanés, estableciendo como patrono a San Juan Bautista.
Desde el comienzo de la vida republicana en el siglo XIX la Parroquia Milla mantuvo su existencia jurídica en todas las leyes de organización político-territorial. En la actualidad, esta parroquia es una de las más populosas de la ciudad de Mérida y se compone por varias comunidades de características socioeconómicas contrastantes organizadas en Consejos Comunales. Entre ellos:

## 5 de julio
El Consejo Comunal 5 de julio actualmente se encuentra conformado por: la Urbanización El Conuco, el Pasaje Eva María, el Pasaje Ocho y el Pasaje Los Frailes.
Antiguamente las carreteras del sector eran de piedras y las puertas de las casas eran de madera y mecate conocidas como “Garitas”. Entre las casas antiguas del sector que actualmente permanecen y que significan para la misma reliquia de un pasado, se encuentran:
- En el Pasaje los Frailes, la casa reconstruida de la señora Carmen Calderón.
- Media cuadra más abajo del puente la Hechicera, la casa reconstruida del Señor José Manuel Días.
- Pasos arriba de la entrada de la Urbanización el Conuco, la casa reconstruida de la señora Aura Parra.

En la actualidad la mayoría de las viviendas son casas, quintas, chalets y edificios. Se cuentan con abastos, restaurantes, kioscos y hoteles. La actividad económica principal de esta zona es la venta de dulces abrillantados, tejidos, artesanías y recuerdos de visita a Mérida, así como también la venta de comida típica de la región por restaurantes y kioscos.
Entre sus fiestas o tradiciones la más importante es la Fiesta del Santo Negrito de San Benito. Esta fiesta se origina en la zona de los Chorros de Milla luego de la llegada de un señor llamado David, que provenía del pueblo de Mucuchíes, quien era trabuquero en las festividades que se celebran en honor al Santo, y ante la promesa que este tenía se vio incentivado a continuar dicha tradición. Mientras el Señor David vivía, la festividad se realizaba durante toda una semana, pero luego de su muerte se limitó la celebración a un solo día, el 26 de julio y el uso de los trabucos (tipo de armas cargadas con pólvora) durante esta tradición también fue eliminado.
Sin embargo existen otras versiones de otros habitantes del lugar quienes cuentan que la festividad del Santo se debe a una inundación que ocurrió en el año de 1978, aproximadamente, en la zona y ante esta circunstancia vecinos creyentes del Santo pidieron con mucha fe que cesaran las lluvias como así ocurrió. De hecho se menciona que las casas ubicadas en torno al Pasaje 8 fueron construidas sobre las piedras que dejó la inundación. Sin embargo, es posible que la inundación tenga que ver con la promesa del señor David. También se dice, que el uso de los trabucos fue eliminado no solo por la muerte del señor David, sino porque el 26 de julio de 2006 durante el desenvolvimiento de esta tradición se suscitó un accidente relacionado al uso de los mismos.
En el Pasaje Eva María, se encuentra ubicado la Escuela Bolivariana "Camilo Contreras" la cual fue fundada el 5 de octubre de 1967, debido a la necesidad que tenía la comunidad ya que para ese entonces contaban con una población de 3000 habitantes. Su creación se basó en el censo realizado por la profesora Dona María Mariño, joven emprendedora de gran espíritu y deseo de ayudar a la comunidad debido al alto índice de niños y jóvenes de la zona que no asistían a ninguna institución educativa.
Fue construida en terrenos que eran propiedad de Eva María de las Mercedes Calderón de Araujo, quien por su bondad vendió dichos terrenos que eran camburales para la construcción de la escuela, y de aquí proviene el nombre de dicho pasaje.
El nombre de la escuela surgió en honor al maestro Camilo Contreras, proveniente de Canaguá de la Aldea la Laguna, quien daba clases en la comunidad de los Chorros de Milla. Le gustaba leer mucho y cultivar sus tierras en Canaguá. Era un maestro que irradió la mente de sus ciudadanos con mucho sentido y gran ejemplo de educador, muy enamorado de la vida rural y de las grandes montañas de los Chorros, pues a él le gustaba mucho mirar las montañas y todas las mañanas ver el amanecer tan bonito y el sol que alumbraba a la escuela.
Actualmente la escuela pertenece al Ministerio de Educación y funciona en horario comprendido de 8 de la mañana a 4 de la tarde en los niveles de Preescolar, Primera etapa y Segunda etapa. Es una escuela modelo, tiene una infraestructura moderna, posee Biblioteca, salón de computación, comedor y salones amplios con buena iluminación.

## Andrés Eloy Blanco I
La consolidación del barrio Andrés Eloy Blanco tal como se conoce hoy día obedece al reconocimiento de su ordenación territorial, que comprende una extensión de 7,44 hectáreas ubicadas en la zona norte de la ciudad de Mérida, Parroquia Milla, concretamente en la llanura aluvial de la quebrada Milla y talud de la terraza de Mérida, en el margen izquierdo de la misma, entre avenida Los Próceres y avenida Universidad y la confluencia de los Ríos Milla y Albarregas. Por el norte limita con la avenida Los Próceres, al sur con el Pasaje la Isla y Milla Central, por el Este con la avenida Universidad y por el Oeste con la avenida Los Próceres, el Sector La Milagrosa y el río Albarregas. Por ser una zona inserta dentro del casco urbano de Mérida no difiere del clima de la ciudad que va de tropical de altura hasta frío de montaña, con precipitaciones anuales y una temperatura aproximada de 18 a 22 °C.
Su fundación data de principios de los años 60 del siglo XX, donde las tierras de dicho sector se utilizaban con fines agrícolas y cafetaleros principalmente, bajo la forma de hacienda propiedad de la familia Pineda, que posteriormente fue vendida a los señores Hermes Tijaca y Eliberto Díaz quienes progresivamente vendieron varios lotes de tierra otorgando facilidades de pago a los compradores; desde ese momento se iniciaron procesos de limpieza de terreno y deforestación, donde se constató que el terreno era sumamente húmedo debido a la existencia de minas de agua, que, posteriormente proveerían del vital líquido a los habitantes para uso propio. Producto de la suma de nuevos habitantes a la zona, se comenzó a utilizar un camino de tierra común denominado camino real, el cual, años más tarde se convertiría en la calle principal del Barrio Andrés Eloy que se conoce hasta nuestros días.
A partir del año 1970 el Concejo Municipal, empezó a exigir pequeños planos y que se construyera una redoma o plaza la cual a pesar de haber adquirido compromisos no se construyó. A mediados del año 1978, se dotó de agua, aguas servidas, luz y se asfaltaron las calles gracias a la colaboración del señor José Gil y de otras personas que habitaban en la comunidad, en agradecimiento los habitantes colocaron el nombre del señor José Gil en una placa de metal a la entrada del barrio. Para este año se registró el Barrio con el Nombre de “Andrés Eloy Blanco” y un año después, se unió el pasaje “La Isla” con el Andrés Eloy, pero los servicios siguieron divididos, tanto el agua como la luz, eran acometidas distintas.
En el año de 1983, Fundacomún comenzó a construir Módulos de Salud en aquellas comunidades que tuvieran terrenos, para el momento el Barrio Andrés Eloy no poseía, por lo cual el Sr. Jorge Calderón propuso que se rellenara una cuenca que había al final de pasaje La Isla, que a su parecer no había sido vendida, y efectivamente, la Junta de vecinos (nombre que tenía para esa época) empezó a hacer las gestiones y de ese modo a través de algunos moradores del Barrio y con ayuda del Ministerio de Obras Públicas, se consiguieron los anales.
Para el año de 1983, se creó la Asociación de Vecinos y desde ese mismo momento se visitaron los distintos Organismos Gubernamentales con el fin de obtener ayuda para la construcción de los muros de contención en el río Milla, ya que se había convertido en una amenaza. Fue en el año de 1988, cuando se logró conseguir que el gobernador del Estado Mérida, prestara su colaboración para la construcción de dichos muros, los cuales se ejecutaron en un noventa por ciento (90%); se consiguió una aducción de 2 pulgadas de diámetro, se mejoró el alumbrado eléctrico, se consiguió la construcción de algunas escaleras y se mejoraron otras, se construyó una casilla policial, y se consiguió poner en funcionamiento una escuela para el jardín de infancia en casa del señor José Gil, allí se impartían también clases de religión, dicha institución funcionó durante 20 años.
Se estima que el Sector está conformado por aproximadamente 604 familias y 380 casas, de las cuales 220 casas y aproximadamente 380 familias pertenecen al consejo comunal Andrés Eloy Blanco I y 224 familias y 160 casas al Andrés Eloy Blanco II con una población relativamente joven, las familias cuentan con servicios básicos tales como agua, electricidad, aseo urbano, transporte y teléfono entre otros; sin embargo padece de problemas claramente identificados por sus habitantes, siendo el principal de ellos la inseguridad, las crecidas de la Quebrada Milla y la ineficiencia del servicio de aseo urbano y deterioro de algunas calles, los cuales desmejoran la calidad de vida de los habitantes.
A raíz de la evolución de este conglomerado de viviendas, se identifican diferentes actividades económicas que se desarrollan en la zona, a pesar de ser un sector residencial, se encuentran pequeños establecimientos comerciales como carnicerías, charcuterías, panaderías, licorerías, abastos, bodegas, lavanderías, kioscos, talleres mecánicos, talleres de reparación de calzado, talleres de costura, locales de fabricación y pintura de cerámica, servicios de fotocopiado y telecomunicaciones, servicio de Internet, Oficinas contables y jurídicas, entre otros; que colocan a disposición sus productos y servicios a los habitantes dinamizando la actividad económica del sector y mejorando su calidad de vida.

## El Amparo
De acuerdo con las transmisiones orales de algunas de las familias más antiguas que habitan en el sector, como también de información suministrada por el Concejo Comunal de Planificación de El Amparo, se pudo determinar que a mediados de los años 40 llegó la familia del señor Francisco Petronio Ramírez Alarcón, cuentan que en la entrada de la vía a Los Chorros, existía una vega cuyo dueño se desconoce, pasando la vega se hallaba un tejar donde se quemaban tejas y ladrillos, propiedad del señor Alfonso Cerrada. Al llegar la familia Ramírez Alarcón solo existían en el sector siete casas las cuales estaban construidas principalmente de bahareque o adobe y teja y su estructura era de tipo colonial. En el sector se encontraban dos casas propiedad de la señora María de Ramírez, al frente de esta había un potrero que pertenecía a la hacienda Santa María. Más adelante partiendo de la calle uno hasta el lindero de lo que hoy en día es la Urbanización Israel pertenecía a la Señora María de Ramírez, en este lindero se encontraba una casa con un pilar para café la cual estaba rodeada de camburales. Luego al final de la calle principal habitaban dos familias, el Señor Lucio Cerrada y su esposa la Señora María Felicita de Cerrada y por último vivía el Señor Ramón Ramírez y su esposa Beatriz de Ramírez.
La mayoría de sus terrenos estaban ocupados con cambures, caña dulce, café, naranjas, maíz, ganado y potreros. Antiguamente la comunidad no contaba con servicios públicos. Fue para los años 50 donde se comenzaron a instalar los servicios, en especial el servicio de agua, que era traída del valle a través de tuberías que daban a una pila, de allí los habitantes obtenían el agua, todo esto se dio gracias a la organización de la comunidad.
En cuanto al origen del nombre que lleva el sector fue idea del Señor Juan Nepomuceno Ramírez, debido al amparo que él sentía de Dios, en agradecimiento por su obra. En la casa del señor Juan Nepomuceno funcionó la primera bodega del sector. La comunidad también contaba con una escuelita, esta estaba ubicada en la casa de la familia Ramírez Alarcón, las clases se dictaban en la sala de la misma. Las maestras que más se recuerdan son: Flor María de Balza y Elena Bonilla.
Ahora todo es diferente... Mas casas, edificios y quintas.

## El Manantial
Esta comunidad limita desde la residencia del Sr. Arturo Avendaño hasta el final del sector bajo 5 de julio con la Familia Guillen Rodríguez.
Para el año 1950 eran potreros donde se sembraban café, siendo un sector totalmente rural y sedentario carente de los servicios básicos de urbanismo (Luz, agua, teléfono, asfaltado, cloacas), siendo uno de sus recursos naturales de gran uso el manantial que brota de las montañas, llamado por sus habitantes como el agua de la mina, de alto nivel de pureza y la cual es utilizada por tradición y salubridad por los actuales habitantes.
Los fundadores de la comunidad fueron los propietarios de estas tierras hace 60 años, el Sr. Segundo Avendaño, el Sr. Román Calderón, el Sr. Rafael Calderón entre otros. Estos desarrollaban la agricultura y la cría de animales.
Años después se urbanizó el sector, construyendo carreteras e instalando los diferentes servicios básicos, inaugurándose con el nombre de VIVIENDAS 5 DE JULIO, alusivas a la fecha patria.
La parte baja de la comunidad perteneció a la Sra. Rosa de Uzcátegui, quien tenía siembras de café y cría de animales. Esta señora vendió luego a los actuales dueños para el año 1964 y dicho terreno se ha parcelado hasta el presente dando origen a las numerosas viviendas que existen en la actualidad.
Actualmente es un sector bastante agradable, donde se aprecia la naturaleza, existe contacto directo con las montañas, un ambiente armonioso, familiar y amistoso, cuenta con aproximadamente 90 familias en total entre propietarios, inquilinos, estudiantes, entre otros.
Este sector es eminentemente católico, se celebra la fiesta de la virgen (durante el mes de mayo), carnavales (febrero), Semana Santa, misas, y comidas. En diciembre se preparan las hallacas, dulces, misas de aguinaldo, etc. En enero se celebran las tradicionales paraduras del niño acompañadas de bizcochuelos y vinos, dulces, además de festines de comidas.
La fiesta más importante en la comunidad es la fiesta de San Benito de Palermo, el cual es el patrono del sector Chorros de Milla, una fiesta escandalosa y típica de los negros de San Benito, con vasallos, retoños y tambores.
Los fundadores de esta fiesta son la Familia Espinoza, esta tradición la trajo a esta comunidad el Sr. José David Espinoza hace 30 años de la zona del páramo, era el capitán de la fiesta de San Benito en Mucuchíes y cuando se mudó se trajo esta linda tradición para celebrarla en la comunidad; tradición que actualmente es propia de la misma. Este año se llevó a cabo la celebración N.º 29 de las Fiestas de San Benito. Anteriormente se utilizaba para esta celebración el famoso trabuco, a partir del 2002 se cambió a morteros y las recámaras.
A esta fiesta asisten habitantes de todos los sectores aledaños a la comunidad, haciendo representación de su presencia con grupos de danzas y grupos organizados de familias católicas y devotas de este patrono. Los grupos de danzas que tienen su participación en esta fiesta son los invitados y un grupo muy singular que se ha formado desde que esta fiesta tuvo su origen en la comunidad, el cual está integrado por niñas y adolescentes de todas las edades y se denominan Los Retoños de San Benito.

## La Calera
El sector “La Calera” se encuentra ubicada en la Parroquia de Milla, Avenida Principal Chorros de Milla.
Limita:
- Por el Norte: terreno Francisco Febres Cordero y Cerros Las Letras.
- Por el Sur: Vía Principal Chorros de Milla, y Complejo Universitario Núcleo Forestal ULA.
- Por el Oeste: Comunidad “Barrio Unión”
- Por el Este: Comunidad “Los Pinos”

Entre los años 1830 y 1840 se funda la “La Calera”, la cual inicialmente recibía el nombre de “El Peñón” bajo la cual se asentaron las primeras viviendas, y con ello sus primeros habitantes. El origen de su nombre radica en que, en la década de los 50 en esta zona se encontraba un yacimiento de piedra caliza, que se explotaba y se utilizaba como materia prima para procesarla y finalmente obtener la cal.
Entre los años 1950-1960, la población de este sector era muy pequeña; existían aproximadamente 6 viviendas, las cuales pertenecieron a la familia de su fundador Sr. Clemente Velásquez, y en la cual actualmente habita su bisnieta Sr. Gabriela Velásquez. Desde 1980 y 1990 la población del sector comienza a ascender, llegando a encontrarse aproximadamente 15 viviendas. A partir del año 2000 según datos del Archivo Histórico se ha dado un incremento de 20 a 25 viviendas. Durante el 2006 surge un aumento en la población lo cual representa un equivalente de 60 viviendas aproximadamente que conforman la comunidad de “La Calera”
Según afirmaciones de la Sra. Gabriela Velásquez, la habitante más antigua que se encuentra en la comunidad, “La Calera”, fue fundada por la familia Velásquez. Ante tal situación cabe mencionar al Sr. Clemente Velásquez quien es conocido como el primer habitante de esta comunidad, quien por su descendencia adinerada era el dueño absoluto de lo que hoy es “La Calera”, por lo tanto las primeras viviendas pertenecieron a su familia. Una de las fábricas de Cal pertenecía a la familia Velásquez y la otra al Sr. Julio Uzcategui, quien también tenía parentesco con esta última, por tal motivo también se puede explicar el porqué de su nombre. En el año 1970 en una finca que se explotaba la caña de azúcar y desde entonces comienza a poblarse el sector. Para ese entonces y debido a la época solo existían caminos para llegar a las diferentes viviendas que allí se encontraba, no existía vialidad como tal.
En la comunidad de “La Calera” se desarrollan tradiciones similares a las realizadas en el Estado Mérida, como lo son las paraduras, alabanzas a San Benito, pero actividades netamente de la misma comunidad no se desarrolla una fiesta que identifique a la misma. En cuanto al aspecto religioso la comunidad cuenta con una capilla, no posee plazas.
La comunidad de “La Calera” cuenta con dos bodegas y un Centro comercial denominado “Villa de los Chorros”, el cual es de dos plantas que poseen diferentes tiendas de ropas, venta de comida entre otras. El Centro Comercial se encuentra ubicado en la entrada de “La Calera”, lo cual compensa las necesidades de comercio que la misma puede presentar. También cuenta con una Posada denominada “El Carmen” que ofrece servicios de alojamiento a los turistas que visitan la ciudad. La congruencia de habitantes se ha ido incrementando debido a la ubicación del sector, el clima, y la seguridad que resguarda a la comunidad de “La Calera”

## La Hoyada
Los terrenos donde se encuentra ubicada esta comunidad estaban conformados por grandes potreros divididos por cercados de piedra, que eran utilizados para la cría de ganados y otra parte para la agricultura de café, cambures, maíz y árboles frutales. El dueño de estas tierras se llamaba Eleazar Bazo, la hermana Eva Bazo y demás familiares, hasta aproximadamente mediados de los años 60. La ciudad comenzó su crecimiento y se inició la venta de los primeros lotes de tierra.
Luego de construida la carretera trasandina (24/07/1925) se asfaltó la carretera en 1943 donde hoy es actualmente la Avenida 1 de la Hoyada de Milla. La carretera fue asfaltada en el Gobierno de Rómulo Betancourt, siendo para ese entonces el gobernador del Estado Amador López.
El nombre de “la Hoyada” es parte de un relato acerca de las características del terreno, específicamente en lo que conocemos como redoma Caracciolo Parra en las cercanías del Hotel Prado Río, donde el suelo anegado creó hundimiento concéntrico del suelo. En tiempos de lluvia se llenaba y permitía a veces bañarse recreativamente.
Los sectores donde actualmente se encuentra el Hotel Prado Río, Fontur y La Redoma eran cafetales, sembradíos de cambures, árboles frutales como la Mora, Pomarrosa entre otros.
Existía un centro de recreación llamado Copacabana, cuyo dueño era el señor Víctor Calderón, donde se concentraban los aficionados a los Juegos de Bolas Criollas, billar, pool y que actualmente funciona con la atención de sus hijos.
Las primeras viviendas estaban construidas con materiales artesanales como las paredes de bahareque y tierra, techos de carruzo y teja, muy amplías con patios internos, que servían para secar el café. La tipología de las viviendas en su mayoría era de una planta con techo de teja, amplia en su interior contaban con servicios de aguas blancas, cloacas y electricidad.
Un acontecimiento importante para la comunidad fue la inauguración de la Bomba (actualmente con el nombre estación de servicio Becerra), en el año 1946 por el Doctor Héctor Ramírez Méndez. Para entonces el lavado de carros era cada uno a 2 Bolívares. La gasolina era de tres tipos: la corriente que costaba doce céntimos y medio, la popular de diecinueve céntimos, la super o especial que costaba veintinueve céntimos y desde entonces el sector continuó su desarrollo.
Sus primeros pobladores provenían de los campos merideños más aledaños como El Valle y Tabay, así como de los páramos más altos y alejados de lo que hoy es la ciudad. Posteriormente han logrado apuntalarse ciudadanos del interior del país y hasta del exterior.
Para la época existían dos Escuelas, una que quedaba lo que hoy conocemos como Vía San Benito, donde hoy día se encuentra el Conjunto Residencial La Arboleda. La Otra Escuela quedaba pasos debajo de lo que se conoce hoy como Calle 5 acueducto esquina Las días y la maestra era la señorita Lucila Avendaño Monzón, hermana del gobernador Rubén Avendaño Monzón, donde hoy día es el Liceo Andrés Bello, anteriormente conocido como La Normal, era el campo abierto para ir a jugar los jóvenes y niños de la comunidad deportes como el fútbol, béisbol, juegos tradicionales como bailar trompo y elevar cometas, entre otros.
En la antigua facultad de Humanidades, donde hoy día funciona una Brigada Del Cuerpo de Bomberos del Estado Mérida y el Grupo Canino de la ULA funcionó en el año 1966 la Escuela de Economía y el Instituto de Investigaciones Económicas siendo Rector Pedro Rincón Gutiérrez.
No se conocen luchas organizadas por la tierra, ya que los terrenos fueron adquiridos en compra por medio de papeles debidamente registrados, según la capacidad de compra de los pobladores.
Podemos decir que en su mayoría los habitantes de esta comunidad son católicos.
El señor Gerónimo León y Guillermo Cerrada eran las personas encargadas de las Novenas de San Benito al cual muchos son devotos, el último día de la novena se baila con el sebucán, se pintan la cara de negro, las personas devotas a San Benito, y se colocan un sombrero de caña y una capa amarilla, luego se hace una misa en honor a este santo en la iglesia San Juan Bautista de Milla, que está ubicada en la Plaza de Milla.
Luego se traslada a San Benito en Procesión hasta su capilla y allí le bailan el sebucán.
La comunidad también espera la bajada de la Virgen de las Mercedes el 3.er. domingo del mes de septiembre de cada año desde el Vallecito en procesión desde las 6:00 hasta la iglesia de Milla donde celebran la misa de bienvenida el párroco y permanece hasta el 1.er. Domingo del Mes de diciembre cuando es llevada en procesión hasta el Vallecito, donde se celebra la Santa Misa para dar Gracias por los favores recibidos. Toda la comunidad festeja a la Virgen de las Mercedes con mucha Pólvora y adornan las calles de la comunidad con cadenetas, banderas, flores, bombas.
Podemos resaltar que la Virgen es bajada en la procesión con varios grupos de músicos de cuerda para venerarla.
Las viviendas de esta zona son en su mayoría casas de una y dos plantas, construidas con bloques y cemento frisadas y conservan generalmente la fachada. En su mayoría los techos son de platabanda, teja y una que otra de acerolit y zinc, encontrándose en buen Estado pero algunas necesitan ser pintadas para mejorar el ambiente y hacer más agradable el sector.
La comunidad cuenta actualmente con servicios públicos como agua potable, cloacas, electricidad, aseo urbano, teléfonos públicos y domiciliarios, cuerpo de bomberos, aunque carece de una casilla policial, módulo comunitario donde se puedan dictar cursos a la comunidad así como una cancha deportiva donde los niños y adolescente puedan practicar algún deporte.
En el sector Hoyada de Milla actualmente existen numerosas aéreas comerciales, en su mayoría de ventas y reparaciones y servicio de lavado y engrase, así como caucheras y licorerías.
Actualmente existe un consultorio en un sector cercano donde la comunidad puede ser atendida por el programa Barrio Adentro.

## La Milagrosa Parte Alta (Cristo Rey)
Ubicado en la zona norte de la ciudad, sus límites son:
- Norte con terrenos de la ULA
- Sur con el barrio La Milagrosa
- Este con el Pasaje 1.º de Mayo
- Oeste con zona montañosa…según Fundacomún, tiene una extensión aproximada de 5 hectáreas.

Cristo Rey, llamado así por el Cristo (Cristo Resucitado) colocado en la cima de la comunidad a los orígenes de su fundación, el 26 de agosto de 1956, según la placa colocada a sus pies.
La configuración espacial del área se caracteriza por pasajes y veredas en vías de penetración a la comunidad, pasajes pavimentados y escaleras. La vivienda es característica de áreas suburbanas, es decir, casas con platabanda y con techo de asbesto, acerolit y zinc, como también uno que otro rancho. La mayoría de los habitantes son de ingresos bajos.
La fecha más exacta que se pudo constatar de la fundación de dicha comunidad, data del 26 de agosto de 1956. El barrio Cristo Rey corresponde a un área suburbana, espacialmente el crecimiento en cuadrícula se rompe cuando comienza la pendiente, y en las confluencias de la Avenida Los Próceres. La ocupación comienza aproximadamente durante los años 50 cuando se inicia el crecimiento explosivo de la ciudad de Mérida y el tejido urbano asume nueva forma. El testimonio de los habitantes de más vieja data del barrio confirma que la comunidad tuvo su origen durante la década de los 70.
Como consecuencia de la migración campo-ciudad, la accesibilidad al casco central de la ciudad, la cercanía a las fuentes de empleo y desplazamiento por motivos de estudios a los recintos universitarios ubicados en la Av. Universidad y los Chorros de Milla, fueron la causa principal del crecimiento de la zona, además de la llegada de algunos inmigrantes de la República de Colombia.
Entre los fundadores del barrio se encuentran los siguientes:
Sr. Rafael Alarcón, Sra. Maura, Sr. Moreno, Sra. Eduvina Vera, Familia Estupiñán, Mariana Castillo, Sra. María Calderón, Sr. Belisario, Sr. Nino, Sra. Leonidas Rangel, entre otros. Por entrevistas sostenidas con los miembros de más vieja data, la ocupación comenzó en la parte baja, posteriormente la falta de oferta de terrenos accesibles en la parte baja aunado a sus bajos ingresos los lleva a la invasión de parcelas en la parte alta.
Hace algunos años, en temporada de Semana Santa se realizaba la Procesión del Nazareno desde la parte baja en la avenida de la Milagrosa, hasta el Cristo Rey en la parte más alta del barrio.
Actualmente, no se realiza ningún tipo de tradición, según los pobladores de la comunidad, “se han perdido las tradiciones de la zona por la apatía de los vecinos”.
Se pudo constatar que la mayoría de los pobladores del sexo masculino que habitan este sector se desempeñan en, al menos, una rama del sector de la construcción. Sin embargo del sexo femenino, se encontró, que existe mayor variedad en cuanto al desempeño de su trabajo.

## La Milagrosa Parte Baja (Luchadores Sociales)
El barrio La Milagrosa se ubica al norte de la Ciudad de Mérida, en la Parroquia Milla del Municipio Libertador. El área conocida como La Milagrosa Baja limita al norte con el barrio Cristo Rey (Milagrosa Alta) y terrenos de la Universidad de Los Andes; al noreste con Santa María Norte; al este con el Río Milla que le separa del barrio Andrés Eloy Blanco; al sur con el Parque La Isla y terrenos de Corpoandes, y al oeste con el barrio Cristo Rey. La comunidad se encuentra atravesada por la Avenida Los Próceres, lo que la convierte en una zona altamente comercial y transitada. 

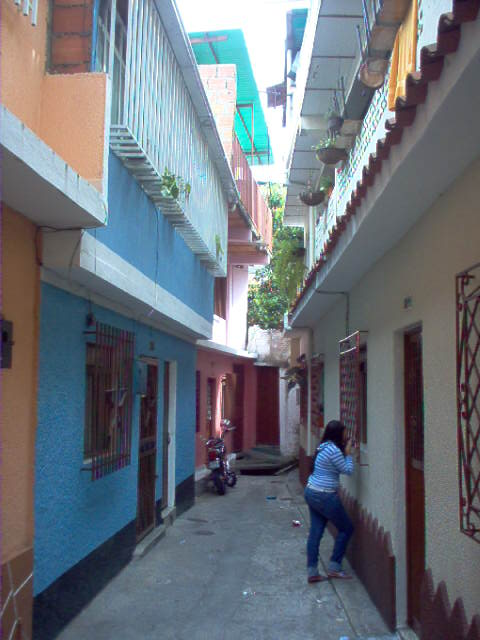
Pasaje Ricaurte.

### Mapeo participativo
Localización
El sector se encuentra ubicado al Norte de la ciudad de Mérida. Limita al este con el Río Milla, que le separa del barrio Andrés Eloy Blanco y el sector San Benito; al sur con el Parque La Isla, terrenos de Corpoandes y el Río Albarregas, al oeste con el sector Milagrosa Alta y Cristo Rey y al norte con Santa María Norte y las instalaciones del Comedor Universitario. Está integrado por parte de la avenida Los Próceres que la convierte en una zona altamente comercial y transitada, siete pasajes y una calle: Calle Los Molinos, Pasaje 1, Pasaje Primero de Mayo, Pasaje Tibisay, Pasaje Miranda, Pasaje Ricaurte, Pasaje Sánchez y Pasaje Libertador.

### Características del barrio La Milagrosa
Población
De acuerdo con la información obtenida en el último censo en el consejo comunal, en La Milagrosa Baja existen 115 viviendas constituidas por 206 hogares. Aunque, según aportes actuales de los integrantes del Consejo Comunal Luchadores Sociales, existen alrededor de 450 familias.
Servicios existentes en la Comunidad
Actualmente la comunidad de La Milagrosa goza de todos los servicios básicos: calles asfaltadas y pavimentadas, servicio de agua potable y aguas negras, servicio de alumbrado público, servicio de acueducto, servicio de TV cable, servicio de líneas telefónicas y servicio de internet.
Tipología de las Viviendas
Como se dijo antes, en el sector se pueden observar diversas edificaciones de la misma tipología constructiva:
Autoconstruidas de ladrillo con estructura de concreto armado y cerramientos de arcilla.
Fachadas en buenas condiciones.
Presentan todos los servicios básicos (agua, luz, servicio de cloacas, servicio de aguas cernidas).

### Características físicas del barrio La Milagrosa
Suelo
El terreno de la comunidad de La Milagrosa, está formado por material proveniente de la formación de Mérida; está constituido principalmente por areniscas, cuarcitas, pizarras, y un predominio mayor de un material arcilloso arenoso y arcilloso- granoso.
Las rocas se encuentran alteradas y fracturadas; el grado de meteorización alcanza varios metros de profundidad. Además, el gran contenido de arcilla procedente de la lutitos y pizarras ha favorecido los procesos erosivos de solifenxiòn deslizamientos, lo cual le confiere al barrio un alto grado de inestabilidad.
Hidrografía
Está constituida por la quebrada de Milla que bordea al barrio por su parte este.
Clima
El Barrio La Milagrosa, al igual que la ciudad de Mérida posee un clima templado, Por estar al norte se encuentra más alto, a unos 1700 m s. n. m. manteniendo una temperatura promedio de 19 °C. Las precipitaciones son de intensidad media durante las todo el año acentuándose en los meses de marzo a julio, y de septiembre a diciembre; el nivel pluviométrico alcanza a 1816 mm.
Los vientos dominantes tienen una dirección SW-N con una velocidad media de 4 m/s.
Vegetación existente
Dentro de límite del Barrio La Milagrosa no existe vegetación, con excepción de unos pequeños arbustos en la parte alta del cerro.
Relieve
El Barrio de La Milagrosa presenta un relieve de colinas con pendientes que alcanzan el 70%. Se encuentra en una altura de 1710 metros sobre el nivel del mar, con muy pocas áreas planas.
Servicios Comunales
Existe un módulo de servicio donde operan las siguientes unidades:
- Un preescolar
- Fundación del niño "El Vergel"
- Una unidad de Odontología, la cual está equipada y en funcionamiento.
- Escuela de Labores.
- Un Consultorio de Barrio Adentro que consta de una edificación de dos plantas: en la primera planta funciona la sala de espera, servicio de enfermería y un baño. En la segunda planta hay dos consultorios y una farmacia. Todas las áreas están en buenas condiciones.
- Centro de Diagnóstico Integral (CDI): Esperando su pronta culminación.

### Servicios deportivos y culturales
Cuenta con un Comité de Deporte que se encarga de las distintas actividades que en ella se puedan desarrollar, como: campeonatos de fútbol, futbolín, voleibol, entre otros.
Así mismo, debemos señalar que existen organizaciones culturales de danzas, teatros, y música responsables de organizar eventos culturales para celebrar fiestas comunales, tales como planes vacacionales y creencias de la comunidad.
Entre las creencias de la comunidad de La Milagrosa tenemos su gran devoción por la Virgen de la Milagrosa (27 de noviembre), la Fiesta de San Isidro (15 de mayo), que representa la riqueza de producción agrícola, Vida Pasión y Muerte de Jesucristo (encargado al grupo de teatro de La Milagrosa); Todo el mes de mayo paseo de la virgen por las casas de la comunidad para realizarle su respectivo rosario, las novenas al Santísimo, las famosas misas de aguinaldos (15 de diciembre hasta el 23 de diciembre) y Paradura del Barrio La Milagrosa, organizada por la Sra. María de Briceño y Familia.

### Principales problemas y necesidades de la población
Los principales problemas de la población son:
- Seguridad Ciudadana.
- Drogadicción.
- Vivienda.
- Alumbrado de las Calles.
- Muro de contención a la orilla de la quebrada Milla.

Un problema del que sus habitantes se quejan con mayor frecuencia es la proliferación de expendios de licores, tanto permisados o legales, como clandestinos.
También está el problema de la vivienda, por el constante crecimiento de la población e incremento de la natalidad del barrio hace que las viviendas cada vez se hagan más incómodas para los que la habitan, por este motivo acuden a las instituciones (Gobernación, Alcaldía, FOMVIM) para solicitar créditos para las ampliaciones y remodelaciones de las mismas.
Causas de los problemas
- La deserción escolar.
- El ocio que existe entre la juventud del barrio.
- Falta de motivación y preocupación de los padres hacia sus hijos.
- Problemas económicos el salario no alcanza para cubrir las necesidades básicas. (Alimentación, Vestir, Educación, Salud).
- Familias Matricentadas (mujer sola sin pareja) con carga familiar.

### Recursos con los que cuenta la comunidad
Recurso Humano
Este recurso es indispensable ya que de él depende la vida de una comunidad, como es su gente: Madres, Padres, Trabajadores, Estudiantes, Profesionales, etc.
Recursos Materiales
Son todos los bienes tangibles que posee la comunidad que ofrezcan un servicio para el beneficio de la comunidad, como viviendas, terrenos, módulo de servicio, ambulatorio, iglesia, casilla policial y consultorios médicos.
Recursos Económicos
Son todos aquellos recursos materiales e inmateriales, que tiene la capacidad de satisfacer las necesidades de la comunidad. En el Barrio La Milagrosa se puede observar una gran variedad de actividad económica como: comercios, panaderías, bodegas, talleres mecánicos, carpintería, internet, carnicería, entre otras.

### Potencialidad de la comunidad
Entre su gente tenemos mucho potencial humano cuentan con trabadores, ingenieros, arquitectos, educadores, plomeros, albañiles, que tienen la experiencia para ayudar de una manera u otra a la comunidad y hacer posible que se cumplan los diferentes proyectos.

## Milla Central
La primera referencia del origen de Milla que se tiene hasta el momento se conoce que es la constar la solicitud que hiciese de una cuadra Juan Milla, al cabildo que data del 6 de noviembre de 1926. El origen del nombre "Milla" está ligado a la personalidad del albañil Don Juan de Milla de los mejores maestros de origen español que dedicó su vida a construir las primeras edificaciones que conformarían el sector más antiguo y que actualmente conserva rasgos coloniales.

### Símbolos emblemáticos
La Parroquia San Juan Bautista: fue fundada en esta localidad en enero de 1805 por Monseñor Doctor Santiago Hernández Milanes, Obispo de Mérida y Maracaibo. Para 1803 existía en la hoy denominada Hoyada de Milla una capilla que llevaba por nombre “Capilla de Santa Cruz” siendo este el primer templo parroquial provisto de sacristán, mayordomo, ornamentos, vasos sagrados y demás enseres del servicio de culto en la que según la tradición oficiaban los Padres de la orden de San Agustín, quienes tenían en esta ciudad su convento del mismo nombre.

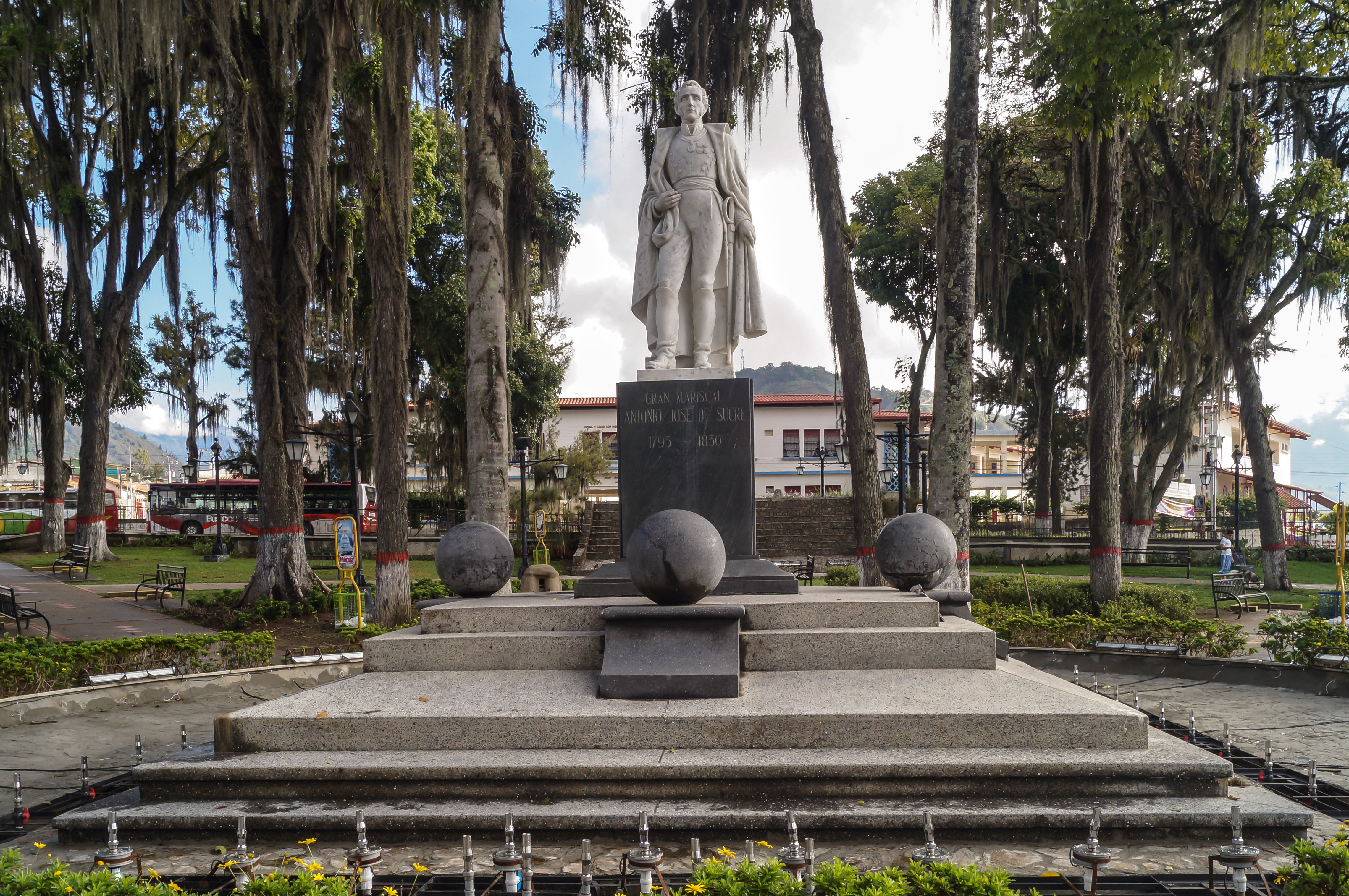
Plaza Gran Mariscal de Ayacucho Antonio José de Sucre

Parque Sucre de Milla o Plaza de Milla: es el centro de una de las parroquias erigidas en 1805 como barrios coloniales al igual que la Plaza Belén que existen desde los inicios del siglo XVII. El nombre de la plaza al igual que el de la parroquia es gracias a Juan de Milla, quizás el constructor más importante que realizó sus obras en Mérida para los últimos años del siglo XVI y primeros del XVII.
La plaza se podía considerar como el lugar de arribo a Mérida por esa dirección debido a que las plazas para estos tiempos tenían estrecha o colindaban con los caminos de la ciudad.
Sus primeros cambios o intenciones de remodelaciones ocurren en la última década del siglo XIX, cuando la ciudad se prepara para la celebración de los centenarios de Páez (1890) y Sucre (1895).
La plaza no fue inaugurada en 1890, ni tampoco dedicada a Páez. El busto de Páez donado por el gobierno nacional, llegó a Mérida mucho después ya avanzado el siglo XX y la plaza no pudo ser remodelada como se pretendía.
En síntesis, se tiene que la Plaza Sucre del año 1895 hoy conocida con su antiguo nombre de Milla, que demuestra el uso tradicional del nombre que identifica al lugar. El diseño de su espacio interno, aunque inspirado en el de la Plaza Bolívar no es tan regular ni simétrico. Sus caminerías, estrechas para la dimensión de la plaza no arriban al centro exacto del monumento. El actual monumento con la estatua pedestre de Sucre data de 1949.
A nivel familiar la Parroquia Milla cuenta con reconocidos grupos familiares que han sembrado sus raíces dando vida de manera histórica a la comunidad además de seguir aportando y conservando las costumbres, tradiciones y valores que aún se aprecian en esta parroquia siendo el diario que guarda la interesante historia de la que ha sido testigo con el paso del tiempo.

### Costumbres y tradiciones
- Misa del día de San Juan Bautista patrono de la comunidad, el 24 de junio de cada año.
- Elaboración de dulces caseros como el curruchete, algunas personas colocan un huevo crudo en agua a ver que le sale.
- Bajada de la Virgen de las Mercedes el último domingo de septiembre con procesión popular desde el vallecito hasta la iglesia de Milla y quema de pólvora.
- Actos con motivo del Carnaval y la Feria del Sol.
- Misa el miércoles de Ceniza.
- Fiesta de San Benito, el 28 de diciembre, con misa en la parroquia San Juan Bautista.
- Misa al Niño Jesús, el 14 de enero.
- Semana Santa, con Viacrucis, procesión, misas. Elaboración de platos típicos.
- Paraduras y búsqueda del niño Jesús, en el mes de diciembre y enero.
- Misa de la Candelaria el 2 de febrero de cada año.

## Millandinos
La comunidad Hoyada de Milla Baja se encuentra ubicada al norte de la ciudad, limitando al norte con la Vuelta de Lola; al sur con la Plaza Charlie Chaplin; al este con el borde del talúd del río Mucujún y al oeste con la Av. Universidad. Posee un clima templado.
Mario Vinicio Salas en su libro Encantadores Pueblos de Mérida nos relata que el Hotel Prado Río fue concebido en el año 1950, época de su construcción como una colonia vacacional para obreros, con un núcleo central y un grupo de cabañas, transformándose en uno de los más prestigiosos hoteles de la ciudad.
Dentro de los terrenos del Prado Río, el hotel escuela cuenta con tres módulos, que sirven también para alojamiento interno. Al salir de los predios del Hotel Prado Río se toma nuevamente la avenida uno hasta la redoma "Mariano Picón Salas" busto erigido a la memoria del escritor.

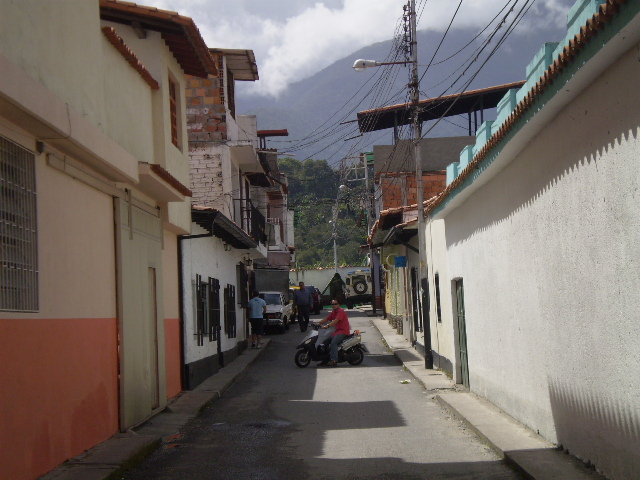
Pasaje Calderón.

En este sentido comienza la Avenida Universidad, que permite la comunicación con la urbanización Santa María, edificada en terrenos de la hacienda del mismo nombre.
Según la Sra. María Montes, habitante de esta comunidad, cuenta que llegó a la Hoyada de Milla Baja en el año 1936 junto con su esposo trabajador de la Universidad de Los Andes y que antes residían en mesa de Ejido. Para esa época esos terrenos eran cafetales y pastizales. No contaban con servicio eléctrico, agua ni vías de penetración solo una carretera de piedra (salida de la ciudad de Mérida).
Apenas existía la escuela Vicente Dávila para poder realizar sus estudios de primaria. Las casas fueron construidas por sus propios medios echas de tapias las paredes, tierra, bahareque, existían plantas de tártagos.
Bajo el gobierno de Marcos Pérez Jiménez, empiezan a asfaltar este sector y colocar alumbrado público, por el entonces conocido Ministerio de Obras Públicas (MOP) del Estado.
El pasaje Calderón debe su nombre a Don Jorge Calderón, siendo el dueño para ese entonces de la hacienda cafetalera del sector.
A estos primeros habitantes se les unieron el Sr. Arcángel Mora maestro de obra. Para los años de 1930 ya estaban asentados la familia Avendaño conformada por el Sr. Abel Avendaño y su Sra. Esposa Matilde, conocidos popularmente por papito y mamita. A ellos se les unieron la familia Mesa, familia Moleros, familia Santana, y la familia Sulbaran. El Sr. Abel cedió parte de sus terrenos para la construcción de carreteras y parcelas para todos sus hijos.

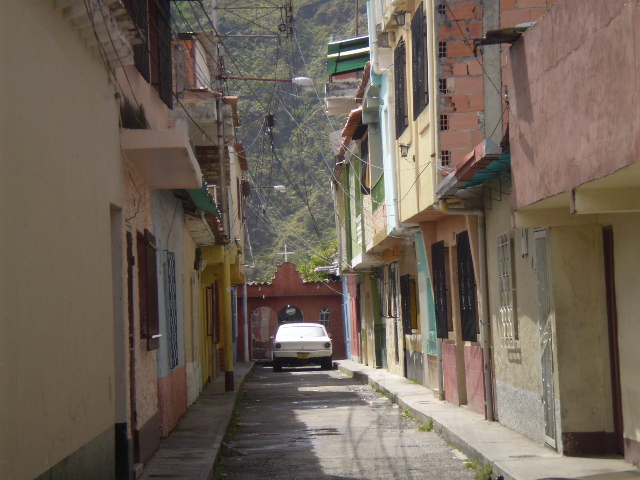
Capilla de la Virgen de Las Mercedes.

Según el Sr Gerardo Corredor el 16 de septiembre baja del Vallecito la Virgen de Las Mercedes, recibiéndola con flores, rosarios dejándola en la capilla del pasaje Muñoz hasta los primeros días de diciembre que la llevan de vuelta. Así mismo otras celebraciones como San Benito el 5 y 6 de enero, Las velas el 7 de diciembre, Virgen La Milagrosa y la Paradura del Niño el 2 de febrero.
Actualmente es un sector con un gran dinamismo comercial. Cuenta con una infinidad de comercios, todos ellos en su mayoría administrados por la familia, También se caracteriza por ser una zona con un alto índice de residentes estudiantiles, esto se debe a su ubicación céntrica y que cuenta con un buen servicio de transporte y calidad en sus servicios (agua, luz, aseo).

## San Pedro Chorros de Milla
El sector San Pedro se encuentra ubicado en el Estado Mérida, Municipio Libertador, perteneciente a la Parroquia de Milla, Avenida Principal Chorros de Milla. Los límites de dicha comunidad están constituidos por:
- Norte: Cerro La Hechicera
- Sur: núcleo de La Hechicera de la Universidad de Los Andes y con el jardín botánico
- Este: comunidad del 5 de julio (concejo comunal El Manantial)
- Oeste con: Con el Cerro la Bandera.

San Pedro es una comunidad que debe su nombre a Pedro Calderón, quien era el dueño de estas tierras, que conformaban la llamada hacienda La Hechicera. Una de las tierras perteneciente a esta hacienda es lo que hoy se denomina comunidad de San Pedro. Anteriormente este sector era un área de producción agrícola, con la muerte de su fundador esto pasa a ser patrimonio de sus cinco hijos: Víctor, Pascual, Rafael, Pablo Emilio y Marcos Calderón que posteriormente dividieron estos terrenos en parcelas e iniciaron las ventas de las mismas para dar origen a esta población.

### Costumbres y tradiciones
La Celebración de la fiesta de San Benito, elaboración del pesebre en cada hogar al igual que la celebración de las paraduras. A finales de la década de los 70 se inicia la conocida celebración en honor a San Benito de Palermo, gracias a que el señor David Espinoza, nativo de Mucuchies y de creencias arraigadas en este santo trae consigo la promesa de rendir culto y hacer las respectivas actividades de honor y celebración, tal como se practican en su pueblo de origen, esto ha hecho que hoy San Pedro sea un punto de referencia entre otros al hablar de la cultura.
La principal actividad económica a la que se dedican en la comunidad es la fabricación de artesanía y al ofrecimiento de comidas típicas de la región.

## Santa María Norte
La urbanización Santa María Norte limita por el norte con la comunidad de El Amparo, por el Sur con Santa María Sur, por el Este con la comunidad de la Vuelta de Lola y por el Oeste con la comunidad de La Milagrosa.
Esta urbanización toma su nombre ya que anteriormente se llamó Hacienda Santa María, cuyo propietario era el ingeniero Luis Alfonso Dávila, reconocido empresario del Estado. Luego pasa a ser un terreno de la Universidad de los Andes y fue Pedro Rincón Gutiérrez quien otorga créditos para la construcción de la urbanización para los profesores universitarios. La Urbanización Santa María Norte, nace aproximadamente para el año de 1961.
Como símbolo y referencia dicha Urbanización cuenta con uno de los parques más famosos del Estado, el Parque Beethoven que fue creado para el año de 1970 durante el primer periodo de Rafael Caldera. Es un Parque con un área de 7000 m², debe su nombre a su principal atractivo: un reloj musical, del cual cada hora salen unos "enanitos" mecánicos que hacen sonar unas campanas interpretando melodías de Beethoven. El parque es dedicado a este célebre compositor de música alemán.
Las viviendas dentro de esta comunidad son destinadas solamente para uso familiar y dentro de sus características principales están que son Casas Quintas de Lujo. Aproximadamente la comunidad de Santa María Norte cuenta con 180 familias.
Dentro de los primeros habitantes de esta Urbanización están profesores de la Facultad de Ciencias Económicas y Sociales, de la Escuela de Economía.

## Santa Rosa
Rinconcito escondido al norte de Mérida, tierra donde la naturaleza ha prodigado su esplendor, de radiante sol, verdes e imponentes montañas y donde radica el calor humano. En este contorno de majestuosidad nace la comunidad de Santa Rosa, fundada aproximadamente en el año 1905.
La comunidad de Santa Rosa se encuentra en el noreste de la ciudad de Mérida, al pie del parque nacional la Culata. Atravesada por el río Albarregas y la quebrada La Mónica, es un núcleo rural-urbano de aproximadamente 958 habitantes (según último censo del Consejo Comunal Santa Rosa, 2009), y se encuentra a un a altura entre 1500 y 2000 m. El clima es de páramo andino, con una alta tasa anual de precipitaciones, la vegetación corresponde al clima de selva nublada andina.
Sus límites son:
- Por el norte con el Monte Zerpa, Páramo de los Conejos y Sierra la Culata.
- Por el sur con el núcleo La Hechicera de la Universidad de los Andes.
- Por el este con el Cerro La Bandera.
- Por el oeste con la comunidad Bella Vista y la Pedregosa.

Se contaba para los primeros tiempos con aproximadamente 25 personas unas 13 viviendas. Estas familias se establecieron aquí como campesinos porque vivían de la siembra auto sustentable y trabajaban en las fincas de los Generales Milla y Dávila. Luego con el tiempo fueron trabajadores en el Instituto de Investigación Agropecuaria de la ULA.
La comunidad era transitada solo por las personas y los animales de carga, este camino empezaba en los Chorros de Milla terminaba en el Páramo de los Conejos; y se dividía en dos caminos, el de la derecha camino de La Vega o camino de la Cuchilla y el camino de la izquierda, el camino del Alto. También estaba el camino que hacia recorrido al lado del río Albarregas y llegaba hasta la cuesta de los Cocos (actualmente Santa Juana). En estos lugares de la comunidad se encuentran gran variedad de fauna y atracciones naturales como lagunas, cuevas, importantes montañas, que han sido grandes atractivos para excursionistas en general.
Antiguamente se denominaba Aldea Hato Viejo a lo que hoy conocemos como Santa Rosa. El nombre, según cuentan, es gracia a una promesa que hizo el Sr. Juan Serrada que trajo la Santa a la comunidad, se hizo procesión y desde entonces se llamó Santa Rosa.
La relación Universidad de los Andes-Santa Rosa es más que estrecha y siempre ha existido desde sus inicios, ya que la comunidad se fue urbanizando y desarrollando por la cantidad de trabajadores y estudiantes de la Universidad que demandaban un lugar tranquilo, accesible y cercano a la zona de trabajo y estudio, ya que esta se encuentra inmersa dentro de la Universidad con el Núcleo La Hechicera y el Instituto de Agronomía de la ULA.
“Las fiestas patronales de la comunidad de Santa Rosa, sector la Hechicera municipio Libertador del Estado Mérida se celebra cada 30 de agosto, por medio de una visita de la Virgen a las casas de la comunidad y donde se reza el santo rosario. Luego se realiza la misa en la capilla y para terminar acontece una celebración en su nombre”.

## Vega de La Isla
Bajo el amparo del Puente Estaciones de Venezuela, antiguo Acueducto de la ciudad de Mérida, construido entre los años 1905 y 1907 durante el gobierno de Cipriano Castro. Hoy monumento histórico nacional convertido en puente peatonal que une el Parque La Isla con la Av. Universidad, se ubica la comunidad de Vega de la Isla. Es una comunidad pequeña, de una sola calle y bordeada por el Río Milla, situada en lo que antes eran terrenos propiedad de la familia Monsalve. La comunidad limita por el este con el barrio Andrés Eloy; por el oeste con la Plaza de Toros “Román Eduardo Sandia”; por el norte con el Parque La Isla y por el sur con el conocido Hotel Prado Río. Es una zona con un clima agradable, muy fresco dicen sus habitantes que se debe a la cercanía de las orillas del río, en general es un clima muy similar al de toda la Parroquia Milla. Fundada oficialmente el 8 de junio de 1984, el origen del nombre se vincula a la ubicación a orillas del Río Milla, específicamente en la vega del mismo y los límites con el Parque la Isla, paisajes que adornan la zona. 

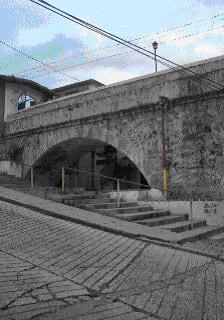
Puente Estaciones de Venezuela.

En el año 1983, cuando los pastizales rodeaban la zona y los animales rastreros hacían acto de presencia llegó al lugar la señora Elda de Monsalve junto a su familia para ocupar los terrenos que su esposo había recibido como herencia. Con el mayor de los esfuerzos y las más grandes esperanzas iniciaron la construcción de una vivienda muy humilde que se convertiría en su hogar. En condiciones de escasa luz eléctrica y agua potable. Posteriormente arribó a la zona la señora María de Monsalve, quien compartió penurias y alegrías con los anteriores pobladores, siempre con la ilusión de que el futuro sería mejor.
Así pasaron alrededor de dos años mientras llegaron otras familias, quienes contaron con el apoyo del señor José Monsalve, dueño principal de los terrenos donde hoy se encuentra el barrio, consiguieron abastecerse de agua y alumbrado eléctrico aunque no en las condiciones adecuadas, pues cuentan los habitantes más antiguos que la luz se obtenía por un único cable que desde el puente Estaciones de Venezuela abastecía en pocas proporciones a los moradores quienes toman la energía eléctrica de esa fuente, mientras que el agua se conseguía mediante un recorrido que tenían que hacer hasta una mina cercana utilizando baldes y botellas para recoger el vital líquido. A pesar de algunos inconvenientes con las autoridades del gobierno local de aquella época (principios de los años noventa) que presionaban para que no se instalaran más habitantes en la zona, con el paso los años fue sumando el número de residentes.
En el año 1994, cuando ya existían unas doce familias ocupando sus casas, en condiciones similares en lo referente a servicios públicos llegó el señor José María Lara, conocido como “Chepe”, quien todavía reside en Vega de la Isla y con esfuerzo instaló una pequeña bodega que hoy en día presta sus servicios a la comunidad.
Gracias a los esfuerzos y las gestiones realizadas por el señor Lara y su esposa la señora Ana de Lara junto a otro grupo de habitantes entre los que se encuentran las señoras Elda y María de Monsalve, el señor Marciano Rojas y el señor Melanio Vielma en la Gobernación, La Alcaldía, Aguas de Mérida y otras instituciones del Estado, se logró la dotación de los servicios públicos primordiales que necesitaba la comunidad.
Dada la existencia de los servicios públicos arribaron más y más habitantes que sumaban más de 25 viviendas y quienes en el año 1998 lograron que la compañía de electricidad, CADAFE suministrara el alumbrado residencial a todo la zona. Poco a poco mediante diversas gestiones y la organización de la sociedad se consiguieron los recursos para el asfaltado de la calle principal, por un convenio entre la Gobernación, la Alcaldía y el departamento de Obras Públicas Municipales, en el año 1999 fecha en la que se contaban alrededor de 75 viviendas.
La construcción de las aceras se logró en el año 2002 gracias a la organización comunitaria; aceras que junto con los servicios públicos de agua potable, luz eléctrica, cloacas, teléfonos residenciales y televisión por cable hacen de Vega de la Isla, la comunidad que es hoy en día. Actualmente en Vega de la Isla se cuenta con todos los servicios públicos en buenas condiciones según comentan sus residentes y la constitución del Consejo Comunal que gestiona los recursos para las necesidades colectivas e individuales de los residentes, quienes destacan la tranquilidad de la zona y la seguridad que reina en la misma pues hoy en día son más de 90 viviendas las que constituyen la comunidad cuyas familias comparten el día a día.
Es de destacar que en esta comunidad no existen escuelas, liceos, guarderías, ni iglesias, para asistir a estas actividades los residentes deben ir a las instituciones que se encuentran en comunidades más cercanas o en el centro de la ciudad de Mérida. Tampoco tienen tradiciones en la comunidad que amerite días festivos, por lo que los residentes asumen como suyas las de las comunidades vecinas o celebran las fiestas tradicionales de la ciudad en general. No se desarrolla ninguna actividad económica característica en la zona, los residentes que trabajan lo hacen fuera de la comunidad, salen muy temprano en la mañana y regresan al final de la tarde. Algunas casas sirven de residencia a estudiantes de la Universidad de Los Andes dada su cercanía a las principales facultades.

## Vuelta de Lola
En la entrada Norte de Mérida se encuentra desde hace muchísimos años una gran comunidad, la cual conocemos como sector Vuelta de Lola, conformada por dos calles (ciegas) y sus alrededores, con una población aproximada de 350 habitantes.
En los años 1940-1950, esta era una zona potrera extensa, que comenzaba desde la entrada de Mérida hasta lo que hoy día es Hotel Prado Río. 
Esta extensión de terreno se fue fraccionando a medida que se fueron vendiendo pequeñas parcelas a la gente de los pueblos del páramo que venían a establecerse en la capital, para mejorar su modo de vida. Así de esta manera, poco a poco este terreno comenzó a habitarse y transformarse en poblaciones relativamente pequeñas y con el transcurrir de los días se han hecho más grandes y se han modernizado. Es para este período que se tuvo el primer medio de transporte, que fue propiedad del Sr. Felipe Rondón, hacia la ruta de la Vuelta de Lola hasta Santa Elena, el costo del pasaje era de una locha. Dicho automóvil era marca Chevrolet, color negro de los años 50.
Actualmente ahora en el Sector Vuelta de Lola hay 450 habitantes.